# Seok Eun-mi
Seok Eun-mi (kor. 석은미; ur. 25 grudnia 1976 w Seulu) – południowokoreańska tenisistka stołowa, wicemistrzyni olimpijska, trzykrotna medalistka mistrzostw świata.
Dwukrotnie uczestniczyła w letnich igrzyskach olimpijskich. Na igrzyskach w Sydney w 2000 roku wzięła udział w dwóch konkurencjach – zajęła piąte miejsce w grze podwójnej (wspólnie z Lee Eun-sil), a w grze pojedynczej była dziewiąta. Cztery lata później na igrzyskach w Atenach zdobyła srebrny medal olimpijski w deblu (razem z Lee Eun-sil).
W latach 2000–2003 zdobyła trzy brązowe medale mistrzostw świata (dwa w drużynie i jeden w deblu), w 2002 roku złoty medal igrzysk azjatyckich w grze podwójnej, a w 2000 roku dwa medale mistrzostw Azji (złoty w deblu i brązowy w singlu).